# Loxioda hampsoni
Loxioda hampsoni är en fjärilsart som beskrevs av Bethune-Baker 1906. Loxioda hampsoni ingår i släktet Loxioda och familjen nattflyn. Inga underarter finns listade i Catalogue of Life.